# Patuá di Macau únde ta vai?
Patuá di Macau, únde ta vai? (Patuá de Macau, aonde vais?) é um filme documentário produzido em 2010 que através de diferentes testemunhos colhidos em Macau e em Malaca, retrata a história do patuá macaense. Das suas origens ao seu futuro mais que incerto, passando por suas características especiais, esse documentário constitui o primeiro registo audiovisual sobre o assunto.

## Comentário
O patuá macaense ou “maquista”, crioulo de base portuguesa, historicamente ligado à chegada dos portugueses a Macau no século XVI, é há séculos pela comunidade macaísta, minoria luso-asiática radicada em Macau. Hoje em dia, a realidade é outra. De facto, cada vez menos pessoas falam este crioulo português, paulatinamente substituído pelo cantonês e pelo inglês.
Se o patuá sobreviveu até agora, foi em grande parte graças à transmissão oral de pais para filhos ao longo das gerações. A UNESCO já alertou para o risco de desaparecimento da língua. O futuro do patuá é muito incerto. “Patuá di Macau, únde ta vai?” é um documentário que dá a conhecer essa realidade sociolinguística.

## Participações
Isabel e Ismael Silva: Nasceram e vivem em Macau. Ambos são sobrinhos do poeta macaense José dos Santos Ferreira. Aprenderam maquista em casa com os pais.
Rita Cabral: Uma das raras falantes competentes de maquista, já participou de algumas peças teatrais em patuá no Festival de Artes de Macau.
Mário Nunes: Linguista.
Alan Baxter: Linguista e antigo director do departamento de português da Universidade de Macau (UMAC).
Russo: membro dum grupo da Tuna Macaense que canta em língua maquista canções todas com letras de poemas do José dos Santos Ferreira.
Miguel Senna Fernandes (líder), Isa Manhão, Germano Guilherme, Lisa Acconci e Valentina Marques: Membros dum grupo musical. Cantam músicas com letras adaptadas em patuá.
José Nascimento, Guiomar Pedruco, Nina Lichtenstein, Gigi Chiu, Alfredo e André Ritchie: Atores numa peça de teatro em língua maquista.
Paula Carion: Atleta oficial de Macau. O seu currículo conta já com várias medalhas à nível internacional. Participa nas iniciativas do Dóci Papiaçam di Macau (grupo de teatro em patuá).
Sérgio Perez: Funcionário público formado em som e imagem. Fez parte da jovem equipa que esteve por trás dos trabalhos de vídeos exibidos durante o espactáculo que ocorreu no Centro Cultural de Macau no âmbito do Festival de Artes.

## O problema da transmissão
O patuá aprendia-se desde criança no ambiente familiar. A fluência em patuá variava de família para família dependendo, por exemplo, da entrada de novos membros na família que podiam ser macaenses portugueses ou chineses.
O problema reside no caráter oral do macaense que impediu sua seleção no programa das escolas. Com o sistema de ensino que exigia a aprendizagem do português padrão, o patuá ainda hoje é freqüentemente confundido com português mal falado. Na época em que o português era ensinado, falar patuá era proibido. Na escola, até era alvo de censura por parte dos professores. Se se falasse em patuá, pagava-se multa. Por isso, a transmissão às gerações seguintes era sobretudo assegurada em casa pelos pais.
As primeiras escolas oficiais com ensino do português em Macau foram criadas apenas a partir da segunda metade do século XIX. Foi principalmente a partir dessa época que a comunidade macaense, nomeadamente as mulheres, passou a ter acesso a um ensino do português. Pois, até aí existiam apenas escolas religiosas restritas aos homens.

## Investigação linguística
O desaparecimento da língua maquista seria uma verdadeira perda de valor histórico e cultural, após mais de 400 anos de presença portuguesa em Macau. No departamento de estudos portugueses da Universidade de Macau (UMAC), há vários projetos de investigação em curso sobre o patuá. Um destes projetos trata de uma gramática da língua. Numa altura em que o patuá está em sério risco de extinção, a sua publicação seria um contributo valioso para uma possível recuperação da língua.